# Otto Rubensohn
Otto Rubensohn (* 24. November 1867 in Kassel; † 9. August 1964 in Höchenschwand) war ein deutscher Klassischer Archäologe.

## Leben
Otto Rubensohn war Sohn des jüdischen Kaufmanns und Handelsrichters Hermann Rubensohn (1837–1919) und dessen Frau Rosa (1838–1931). Der Altphilologe Max Rubensohn war sein Cousin. Er studierte nach dem Abitur in Kassel 1887 an der Universität Berlin sowie der Universität Straßburg. 1892 wurde Rubensohn bei Adolf Michaelis in Straßburg mit einer Arbeit über die Mysterienheiligtümer von Eleusis und Samothrake promoviert. Der Thematik seiner Dissertation blieb er sein ganzes Leben über treu. 1893 legte er in Berlin die erste Lehramtsprüfung für Lateinisch, Griechisch, Geschichte und Deutsch ab und absolvierte nach dem Militärdienst als Einjährig-Freiwilliger 1893/1894 in Kassel 1895/1896 den Vorbereitungsdienst an Gymnasien in Berlin und Potsdam. 1897 war er am Victoria-Gymnasium in Potsdam tätig.
Im Auftrag des Deutschen Archäologischen Instituts grub er zwischen 1897 und 1899 auf Paros aus (Delion, Heiligtümer des Apollon und des Asklepios). Von 1899 bis 1901 lehrte er am Lessing-Gymnasium in Berlin.

Rubensohn (rechts) mit einem Besucher vor seinem Grabungszelt in Ägypten (um 1905)

Von 1901 bis 1907 leitete Rubensohn die Suche des Deutschen Papyruskartells nach Papyri in Ägypten. Mit den Elephantine-Papyri gelang ihm dabei ein wichtiger Fund aramäischer Papyri. Seine Ausgrabungen in Elephantine erbrachten neue Erkenntnisse zu den internationalen Beziehungen der Stadt in der Antike. Nach seiner Rückkehr nach Deutschland wurde Rubensohn 1907 Oberlehrer (ab 1910 mit dem Titel eines Professors) am Friedrichs-Gymnasium in Breslau. 1911 schied er aus dem preußischen Schuldienst aus und wurde Direktor des Pelizaeus-Museums in Hildesheim. Doch schon zum Ende des Jahres 1914 trat er von diesem Amt wegen der damit verbundenen Einschränkungen seiner Forschungstätigkeiten zurück. Die Stadt Hildesheim dankte dem Gründungsdirektor des Museums mit der Verleihung einer Ehrenmedaille. 1911 wurde er zudem Korrespondierendes Mitglied der Akademie der Wissenschaften zu Göttingen.
Als während des Ersten Weltkrieges Lehrer benötigt wurden, ging Rubensohn 1915 in den Berliner Schuldienst zurück. 1920 wurde er als Oberlehrer bzw. Studienrat am Luisengymnasium wieder fest angestellt, wechselte 1922 an das Wilhelms-Gymnasium und nach dessen Schließung 1924 an das Prinz-Heinrich-Gymnasium. Rubensohn war bei den Schülern wegen seines Unterrichtes und weiten Horizonts äußerst beliebt. Ab 1916 benutzte er zum Unterricht auch Dia-Positive und war damit ein Pionier auf diesem Gebiet in der Lehre. Ebenso gehörten Exkursionen in das Alte Museum zum Unterricht. 1917 nahm er an der Seite Carl Schuchhardts an der Ausgrabung einer Dakerburg in Cotzofani teil.
Im Frühjahr 1939 verließ der 1932 in den Ruhestand getretene Rubensohn mit seiner Frau auf Drängen der in der Schweiz studierenden Tochter Deutschland. Er verließ damit Deutschland zu einem für ihn schon gefährlich späten Zeitpunkt und wartete mit der Ausreise sogar noch länger als Paul Jacobsthal, mit dem er gemein hatte, dass sie nicht daran glauben wollten, dass ihr Vaterland sich auf längere Zeit in den NS-Zwangsstaat entwickelte. Seine Mitgliedschaften im DAI und der Akademie der Wissenschaften zu Göttingen wurde im Verlauf der 1930er Jahre wegen seiner jüdischen Herkunft beendet.

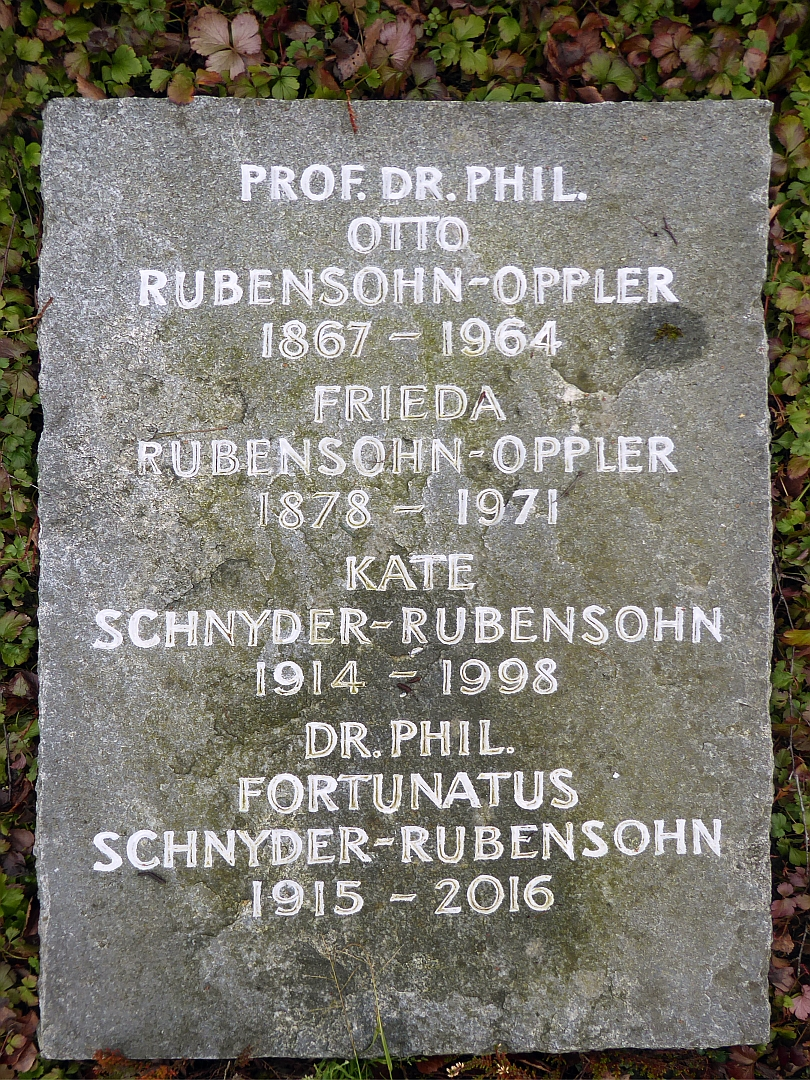
Familiengrab auf dem Friedhof am Hörnli, Riehen, Basel-Stadt

Die Familie ging nach Basel. Hier war Rubensohn schon seit seiner frühen Zeit in Griechenland mit dem Althistoriker Felix Staehelin befreundet, später kam auch die Freundschaft zu Ernst Pfuhl hinzu. Das Ehepaar Rubensohn überlebte diese Zeit unbeschadet, da es finanziell unterstützt wurde von Mimi Borchardt-Cohen (1877–1948), der Witwe von Ludwig Borchardt, mit dem Otto Rubensohn seit ihrer Bekanntschaft aus Rubensohns Zeit in Ägypten befreundet gewesen war. In Basel forschte Rubensohn bis ins hohe Alter am Archäologischen Seminar. 1956 gehörte er zu den Mitbegründern der Vereinigung Freunde Antiker Kunst. 1958 widmete ihm der Verein das zweite Jahresheft seiner Publikation Antike Kunst. Zudem war er Ehrenmitglied der Archäologischen Gesellschaft von Athen. An seinem 95. Geburtstag wurde Rubensohn das Bundesverdienstkreuz 1. Klasse verliehen. Im Alter von 96 Jahren verstarb Rubensohn in seinem Ferienort Höchenschwand. Seine Sammlung graeco-ägyptischer Kleinkunst verkaufte er dem Förderverein der Archäologischen Sammlung der Universität Münster.
Rubensohn machte sich nachhaltig verdient um die Erforschung von Paros. Aufgrund der Emigration konnte seine Gesamtdarstellung der Geschichte und Kunstgeschichte von Paros, die schon 1938 abgeschlossen war, erst 1949 im Pauly-Wissowa erscheinen. Zudem konnte Rubensohn den Nachweis führen, dass die Geflügelte Göttin von Delos die Göttin Artemis zeigt und von dem Bildhauer Archermos geschaffen wurde. Seine Monographie über das Apollon-Heiligtum von Paros, das sogenannte Delion, erschien zu Rubensohns 95. Geburtstag. Zudem arbeitete er zu den parischen Künstlern im Späthellenismus und zu delischen Kultstätten.

## Schriften (Auswahl)
- Die Mysterienheiligtümer in Eleusis und Samothrake. Gärtner, Berlin 1892, Digitalisat
- Elephantine-Papyri. Mit Beiträgen von W. Schubart und W. Spiegelberg. Sonderheft von Ägyptische Urkunden aus den Königlichen Museen zu Berlin. Weidmannsche Buchhandlung, Berlin 1907, Digitalisat
- Hellenistisches Silbergerät in antiken Gipsabgüssen. Festschrift zur Feier der Eröffnung des Pelizaeus-Museums, 29. Juli 1911. Curtius, Berlin 1911
- Das Delion von Paros. Steiner, Wiesbaden 1962